# 예강환
예강환(芮剛煥, 1940년 9월 27일, 경기도 안양시 ~ )는 대한민국의 공무원 출신 정치인이다. 제3대 경기도 용인시장을 역임했다.

## 학력
- 안양공업고등학교 졸업
- 명지초급대학 행정실무과 졸업

## 경력
- 내무부 총무과·행정과·재정과 근무
- 경기도 기획담담관
- 1988.06 ~ 1989.10 제31대 경기도 용인군수
- 1989.10 ~ 1991.06 제30대 경기도 화성군수
- 내무부 교부세과장
- 내무부 재난총괄과장·총무과장
- 1997.04 ~ 1998.09 경기도 의정부시 부시장
- 1998.09 ~ 1999.08 경기도 용인시 부시장
- 1999.09 ~ 2002.06 제3대 경기도 용인시장
- 새천년민주당 경기도지부 부지부장
- 새천년민주당 경기도당 용인시 지구당 지방차지정책협의회 수석부의장
- 진념 경기도지사 후보 선거대책위원회 정책특보

## 역대 선거 결과
|  | 37.0% |

|  | 43.97% |